# Charaxes ganalensis
Charaxes ganalensis är en fjärilsart som beskrevs av Carpenter 1937. Charaxes ganalensis ingår i släktet Charaxes och familjen praktfjärilar. Inga underarter finns listade i Catalogue of Life.